# Missile Defense Alarm System

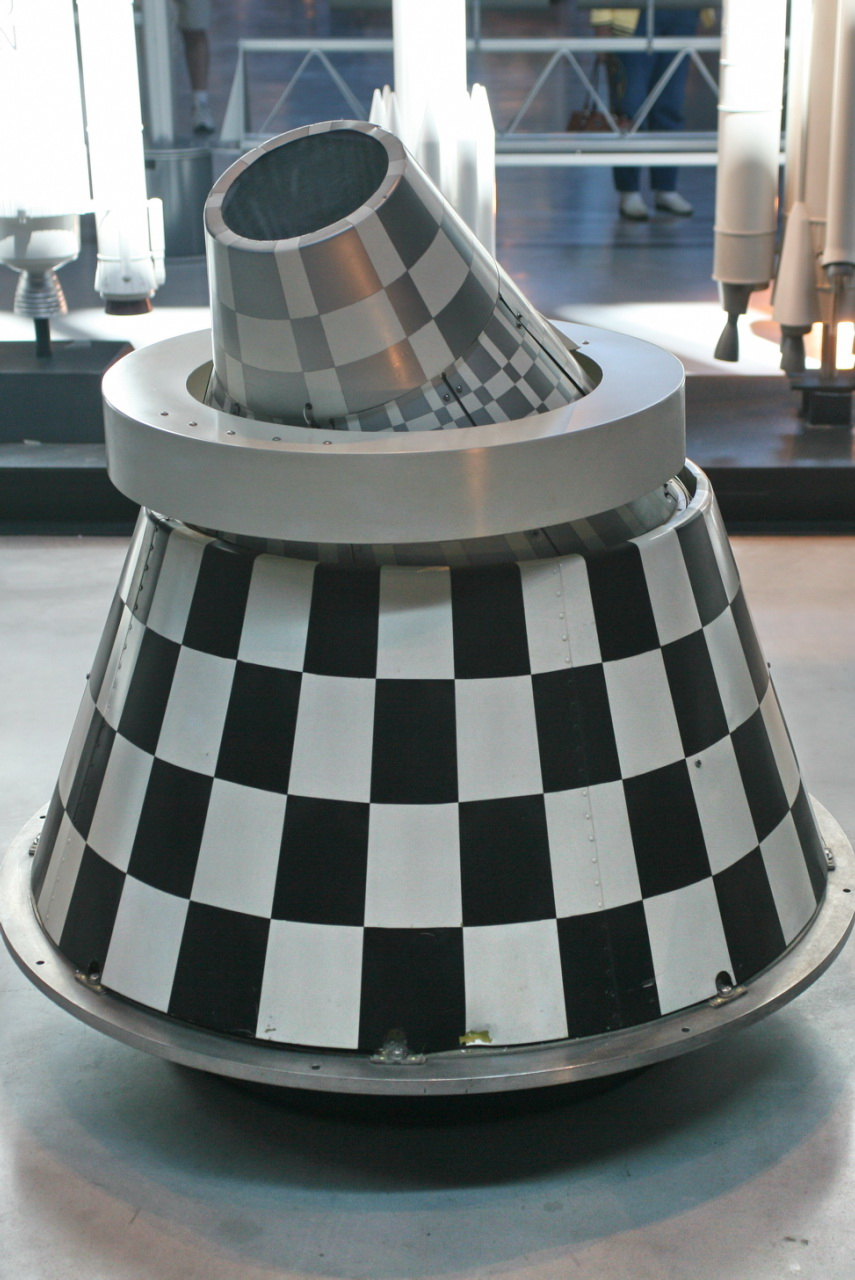
MIDAS rakétafelderítő és riasztó műhold

MIDAS (angolul: Missile Detection and Alarm System) az első rakétafelderítő és riasztó rendszer, a légi haderő felderítő műholdja.
Az Egyesült Államok 1958-1984 között mintegy 1000 különböző típusú és rendeltetésű mesterséges holdat juttatott Föld körüli pályára, valamennyit katonai célra. 51 százalékban felderítő műholdakat helyeztek el a Föld (Szovjetunió) ellenőrzésére.

## Küldetés
1960. május 24-én bocsátották fel egy Atlas-Agena B hordozórakétával  perigeuma 484 kilométer, az apogeuma 511 kilométer közel körpályás pozícióba. 1966-ig 12 ilyen típusú műholdat helyeztek pályára, többségében 3000-4000 kilométeres magasságba. A és B típusban készült. A műhold hengeres alakú, kúpos véggel, az A változat hossza 6,7 méter, átmérője 1,5 méter, tömege 1590 kilogramm. A B változat 9,1 méter, átmérője 1,5 méter, tömege 2200 kilogramm.
Feladata a hadászati rakétaindítások korai felismerése a hajtóművekből kilépő gázsugár infravörös sugárzásának  észlelése révén. A rendszer főképpen a felhőzetről visszaverődő napsugárzás zavaró hatása miatt, nem váltotta be a hozzá fűzött reményeket.